# ایمی پرایس-فرانسیس
امی پرایس-فرانسیس (انگلیسی: Amy Price-Francis؛ زاده ۱۶ سپتامبر ۱۹۷۵ )، بازیگر انگلیسی-کانادایی است.
از فیلم‌های معروف او می‌توان به بازی در فیلم مردان کوچک، کیک و شکستن اشاره کرد.